# Paleontología en 1831
La paleontología es el estudio de las formas de vida prehistóricas en el planeta Tierra mediante el análisis de fósiles de plantas y animales. Esto incluye el estudio de fósiles corporales, huellas (icnitas), madrigueras, restos de restos, heces fosilizadas (coprolitos), palinomorfos y residuos químicos. Dado que los seres humanos han encontrado fósiles durante milenios, la paleontología tiene una larga historia, tanto antes como después de su formalización como ciencia. Este artículo registra descubrimientos y eventos significativos relacionados con la paleontología ocurridos o que hayan sido publicados en el año 1831.

## Pterosaurios
- August Goldfuss describió a los pterosaurios como reptiles voladores que usaban sus garras alar para escalar acantilados. Planteó la hipótesis de que, en tierra, habrían tenido que desplazarse a cuatro patas. También sugirió que podrían haber estado cubiertos de pelo.[1][2]

## Paleontólogos
- Othniel Charles Marsh nació el 29 de octubre; conocido por nombrar a muchas familias y géneros de dinosaurios, incluidos Apatosaurus y Allosaurus .